# Apocynum
Die Pflanzengattung Apocynum, auch Hundsgift genannt, gehört zur Unterfamilie der Apocynoideae in der Familie der Hundsgiftgewächse (Apocynaceae). Einige Arten wurden in der Volksmedizin verwendet und manche Inhaltsstoffe werden auch für die heutige Medizin untersucht.

## Beschreibung

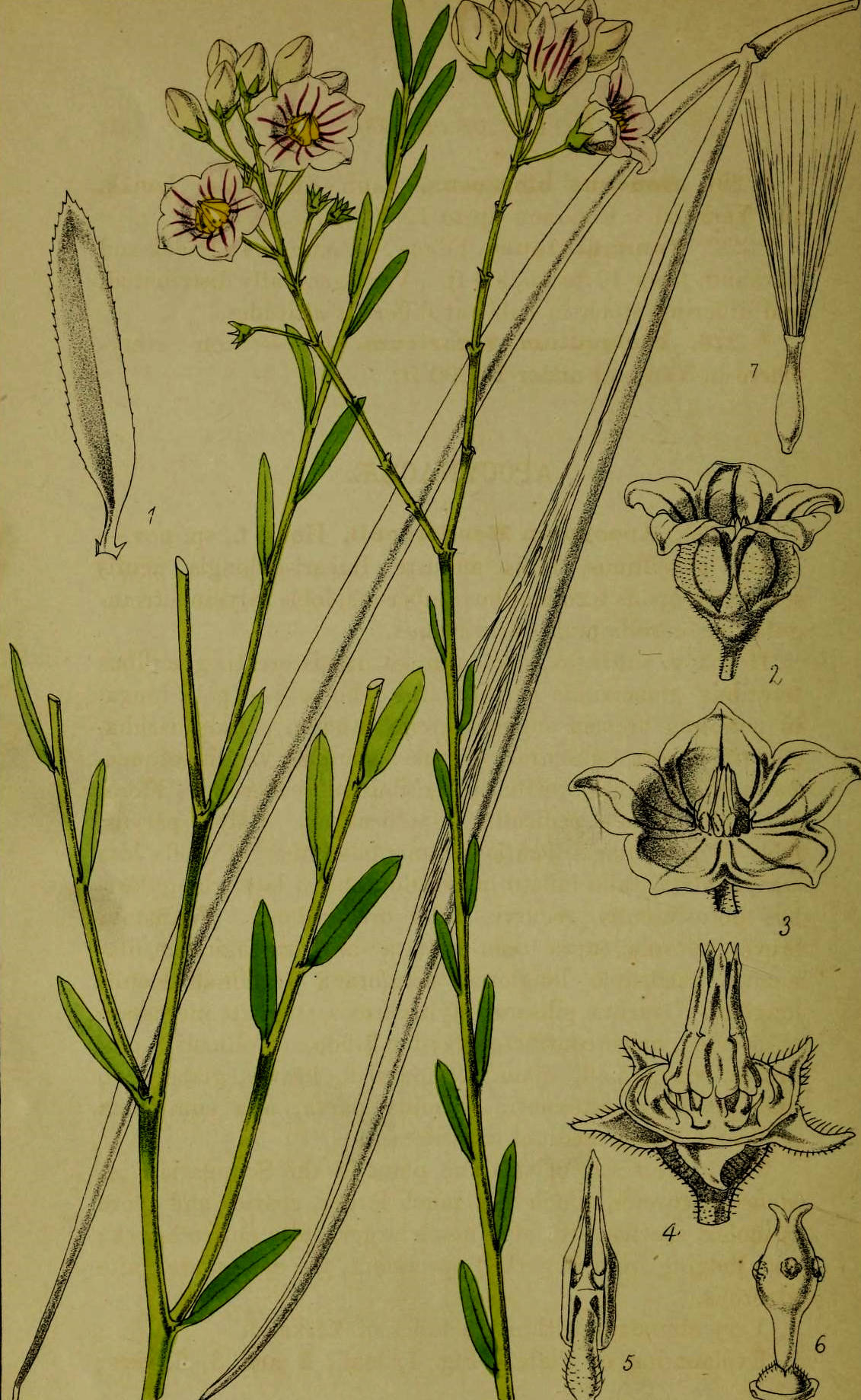
Illustration von Apocynum pictum

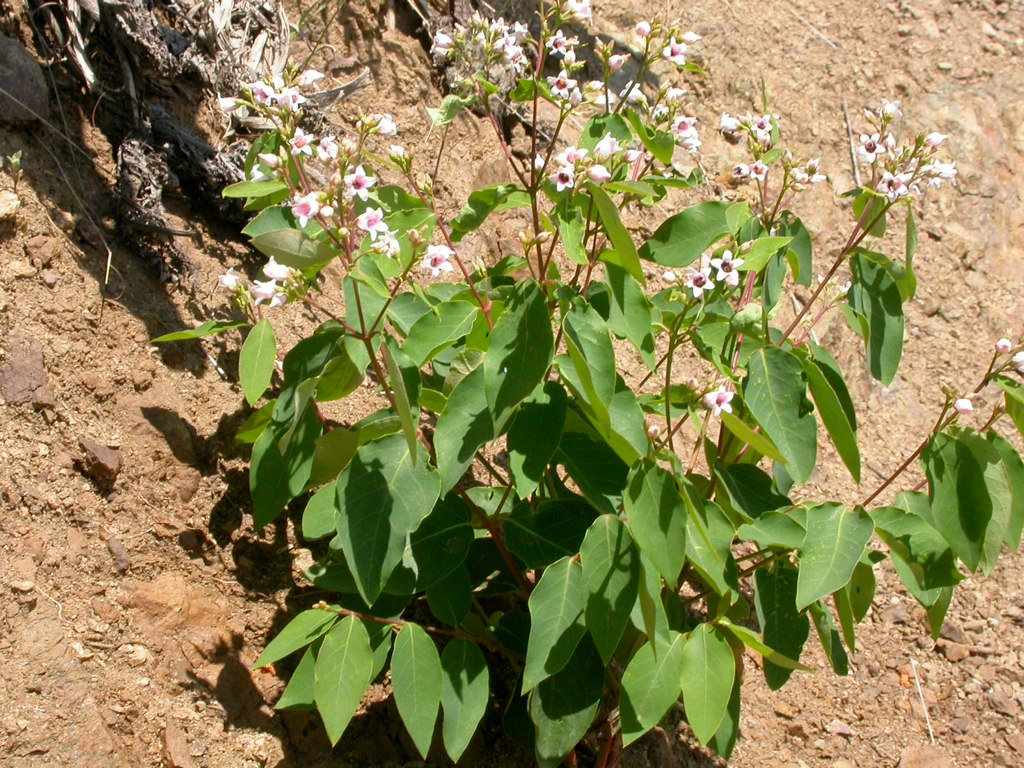
Gewöhnliches Hundsgift (Apocynum androsaemifolium)

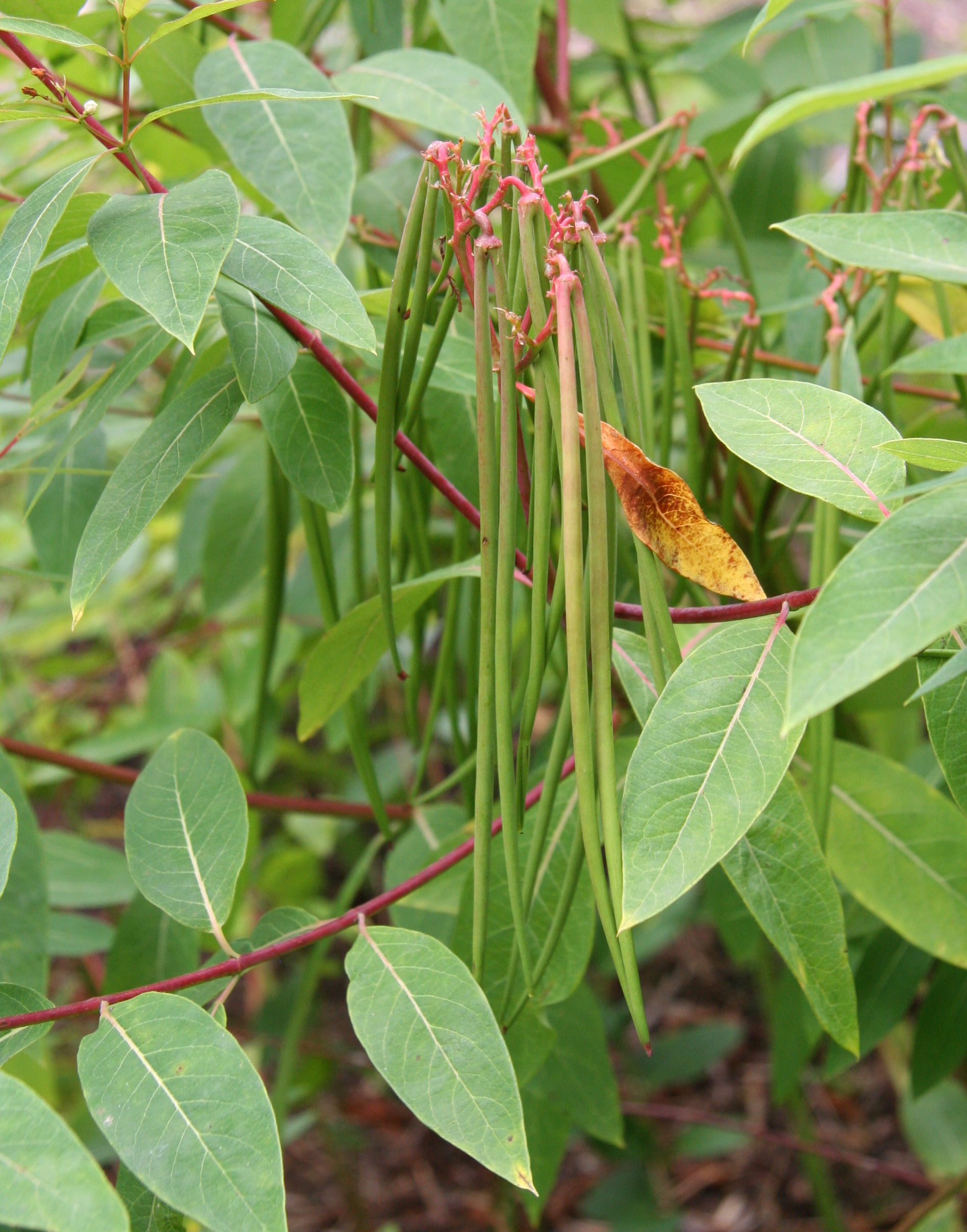
Früchte vom Indianischen Hanf (Apocynum cannabinum)

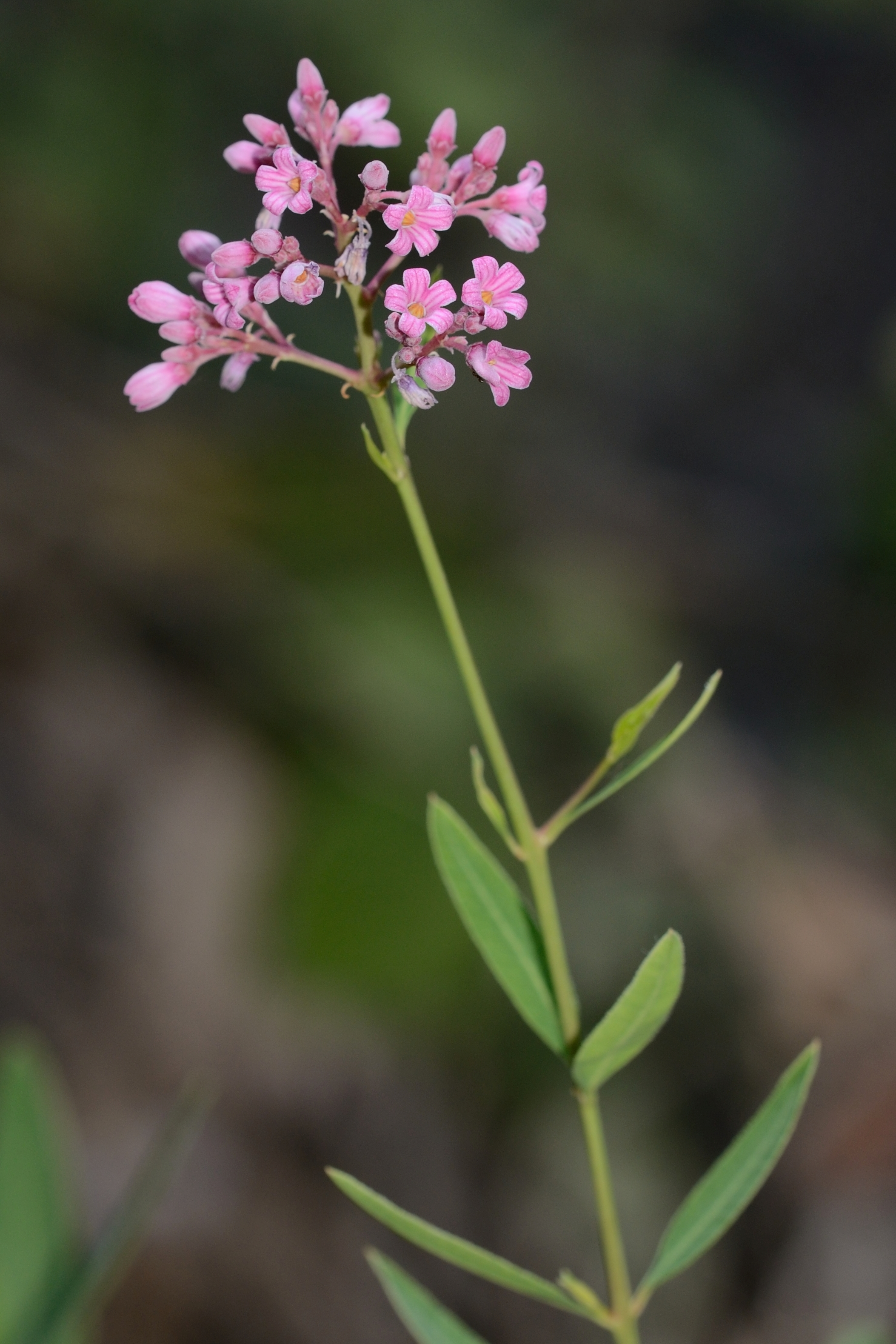
Venezianisches Hundsgift (Apocynum venetum)

### Habitus und Laubblätter
Apocynum-Arten wachsen terrestrisch meist als ausdauernde krautige Pflanzen oder manchmal als Sträucher. Die Wurzeln sind dünn. Die Pflanzen enthalten einen weißen (giftigen) Milchsaft. Bei den Keimlingen ist das Keimblatt (Kotyledon) etwa gleich lang wie die Keimwurzel.
Die meist gegenständig, selten wechselständig an der Sprossachse angeordneten Laubblätter sind einfach. Der Blattrand ist gezähnt. Nebenblätter sind vorhanden.

### Blütenstände und Blüten
Die endständigen Blütenstände sind thyrsenartig.
Die zwittrigen Blüten sind radiärsymmetrisch und meist fünfzählig. Es sind fünf Kelchblätter vorhanden. Die Kronblätter sind glocken- oder beckenförmig verwachsen mit weitgeöffnetem Schlund und sich nach rechts überdeckenden Kronlappen. Es ist nur der innere Kreis aus fünf Staubblättern vorhanden. Die Staubfäden sind mit der Basis der Kronröhre verwachsen. Die Staubbeutel sind mit dem Stempel verwachsen.
Die beiden freien (apocarpen) Fruchtblätter sind halbunterständig. In jedem Fruchtblatt sind viele Samenanlagen enthalten. Es ist eine fleischiger, schuppiger Diskus vorhanden.

### Früchte und Samen
Die Balgfrüchte sind schlank und enthalten viele Samen. Der Embryo ist gerade.

## Systematik und Verbreitung
Das Verbreitungsgebiet der Gattung Apocynum umfasst die gemäßigten Gebiete Nordamerikas und Eurasiens. Es liegt also eine Holarktische Verbreitung vor.
Die Erstveröffentlichung des akzeptierten botanischen Gattungsnamens Apocynum erfolgte 1753 durch Carl von Linné in Species Plantarum, 213. Typusart ist Apocynum androsaemifolium L. Synonyme für Apocynum L. sind: Apocynastrum Heist. ex Fabr., Cynopaema Lunell, Poacynum Baill. und Trachomitum Woodson.
Die Gattung Apocynum gehört zur Tribus Apocyneae in der Unterfamilie Apocynoideae innerhalb der Familie Hundsgiftgewächse (Apocynaceae). Apocynum ist die Typusgattung der Unterfamilie Apocynoideae und der Familie Apocynaceae Juss.
Es gibt etwa sechs bis neun Arten in der Gattung Apocynum:
- Gewöhnliches Hundsgift (Apocynum androsaemifolium L.)[3]: Sie ist mit sieben Unterarten in Nordamerika verbreitet.[1]
- Indianischer Hanf, Kanadischer Hanf, Amerikanischer Hanf, Indianerhanf oder Hanfartiger Hundswürger (Apocynum cannabinum L., Syn.: Apocynum suksdorfii Greene, Apocynum sibiricum Jacq.): Sie ist in Kanada und den Vereinigten Staaten verbreitet.[1]
- Apocynum ×floribundum Greene (= Apocynum androsaemifolium × Apocynum cannabinum, Syn.: Apocynum ×medium Greene): Sie ist von Kanada bis zum nördlichen Mexiko weitverbreitet.[1]
- Apocynum pictum Schrenk (Syn.: Apocynum hendersonii Hook. f., Poacynum hendersonii (Hook. f.) Woodson): Sie wächst in Salzwüsten, Wüstenrändern und an Flussufern. Das Verbreitungsgebiet reicht von Kasachstan und der Mongolei bis zu den chinesischen Provinzen Gansu, Qinghai und Xinjiang.[4][1]
- Venezianisches Hundsgift (Apocynum venetum L., Syn.: Trachomitum venetum (L.) Woodson): Sie wächst in Salzwüsten (beispielsweise in der Wüste Lop Nor), Wüstenrändern, Sedimentationsgebieten und an Flussufern. Sie ist vom südlichen Mitteleuropa über Südwestasien, Russland, Indien, Pakistan, Japan, in der Mongolei, in der Inneren Mongolei, in Tibet und in den chinesischen Provinzen Gansu, Hebei, Henan, Jiangsu, Liaoning, Qinghai, Shaanxi, Shandong, Shanxi sowie in Xinjiang weitverbreitet.[4][1] Die Art kann in zahlreiche Unterarten gegliedert werden, darunter:
  - Apocynum venetum subsp. sarmatiense (Woodson) ined.: (Syn.: Apocynum sarmatiense (Woodson) Wissjul., Trachomitum sarmatiense Woodson): Sie kommt von Ost- und Südosteuropa bis zum Iran vor.[1]
  - Apocynum venetum subsp. venetum: Sie kommt nur in Italien vor.[1]

Nicht mehr zur Gattung gehören:
- Apocynum frutescens L. → Ichnocarpus frutescens (L.) R.Br.
- Apocynum nerium Aubl. → Anechites nerium (Aubl.) Urb.

## Inhaltsstoffe
Apocynin wurde 1883 vom deutschen Pharmakologen Oswald Schmiedeberg beschrieben, der es zum ersten Mal aus der Wurzel des Kanadischen Hanfes (Apocynum cannabinum) isolierte. Von dieser Art war bereits die Wirksamkeit gegen Ödeme und Herzbeschwerden bekannt. Die Droge heißt „Apocyni cannabini radix“. Es sind auch Cardenolidglycoside, wie Cymarin, Kautschuk (Bornesit) und fette Öle enthalten. Ähnlich in der Inhaltsstoffzusammensetzung ist auch Apocynum androsaemifolium.

## Nutzung
Apocynum pictum und Apocynum venetum werden vielseitig verwendet: Die festen Bastfasern, die aus der inneren Rinde gewonnen werden, dienen der Herstellung von Kleidung, Stricken, Fischernetzen und hochwertigem Papier. Die Laubblätter enthalten bis zu 5 % Milchsaft (Latex), aus dem Gummi gewonnen wird, und eine Medizin, die als Sedativ und zur Behandlung von Bluthochdruck verwendet wird. Bei dieser Art duften die Blüten, und sie wird als Bienentrachtpflanze angepflanzt. Auch die Fasern von Apocynum cannabinum werden verwendet.